# Avro Canada
Авро Эйркрафт Лимитед (Канада) (англ. Avro Aircraft Limited (Canada)) — канадская авиастроительная компания, существовавшая с 1945 по 1962 год. Компания была известна благодаря своим инновационным проектам, в частности сверхзвуковому перехватчику «CF-105 Arrow» и прототипу «летающей тарелки» — «VZ-9-AV Avrocar».
В 1962 году компания была закрыта, производство самолётов продано, а остальные активы реструктурированы.
Часть кладки исторически главного здания «С», а также ворота, из которых вышли Arrow, Jetliner, CF-100 и другие самолёты, были переданы канадскому музею авиации и космоса, также там представлены некоторые проекты компании, в частности выставлена полная копия «CF-105 Arrow».